# Tiger Sharks de Tallahassee
Pour les articles homonymes, voir Sharks (homonymie).
Les Tiger Sharks de Tallahassee sont une franchise professionnelle de hockey sur glace en Amérique du Nord qui évoluait dans l'ECHL. L'équipe était basée à Tallahassee en Floride aux États-Unis.

## Historique
La franchise est créée en 1994 à la suite du déménagement du Blast de Huntsville. Elle évolue en ECHL jusqu'en 2001 où elle déménage à nouveau pour devenir le Whoopee de Macon. Au cours de son existence, la franchise sert de club-école pour les équipes suivantes :  les Grizzlies de Denver en 1994-1995 puis les Grizzlies de l'Utah de 1995 à 1999 de la Ligue internationale de hockey, les Monarchs de la Caroline de 1995 à 1997, les Bulldogs de Hamilton et les Citadelles de Québec en 2000-2001 de la Ligue américaine de hockey et les Islanders de New York de 1994 à 1996, les Panthers de la Floride de 1995 à 1998, les Oilers d'Edmonton et les Canadiens de Montréal en 2000-2001 de la Ligue nationale de hockey.

## Statistiques
| No | Saison    | PJ | V  | D  | DP | DTB | BP  | BC  | Pts | Classement                   | Séries éliminatoires      | Entraîneur        |
| -- | --------- | -- | -- | -- | -- | --- | --- | --- | --- | ---------------------------- | ------------------------- | ----------------- |
| 1  | 1994-1995 | 68 | 36 | 25 | 7  | 0   | 268 | 227 | 79  | 2e place, division Ouest     | Défaite au troisième tour | Terry Christensen |
| 2  | 1995-1996 | 70 | 42 | 22 | 0  | 6   | 283 | 260 | 90  | 3e place, division Sud       | Défaite au troisième tour | Terry Christensen |
| 3  | 1996-1997 | 70 | 39 | 23 | 0  | 8   | 263 | 236 | 86  | 1re place, division Sud      | Défaite au premier tour   | Terry Christensen |
| 4  | 1997-1998 | 70 | 24 | 44 | 0  | 2   | 210 | 320 | 50  | 6e place, division Sud-Est   | Non qualifiés             | Terry Christensen |
| 5  | 1998-1999 | 70 | 27 | 34 | 0  | 9   | 212 | 250 | 63  | 7e place, division Sud-Ouest | Non qualifiés             | Jeff Brubaker     |
| 6  | 1999-2000 | 70 | 31 | 33 | 0  | 6   | 256 | 261 | 68  | 6e place, division Sud-Est   | Non qualifiés             | Terry Christensen |
| 7  | 2000-2001 | 72 | 38 | 27 | 0  | 7   | 248 | 219 | 83  | 3e place, division Sud-Est   | Non qualifiés             | Gerry Fleming     |